# Empire Interactive
Empire Interactive, in precedenza anche Empire Software, era un'azienda del Regno Unito, produttrice di videogiochi.
Venne fondata nel 1987 e da allora pubblicò diversi videogiochi sviluppando e pubblicando una vasta gamma di titoli per tutte le piattaforme.
Nel 2006 vendette la controllata Strangelite alla Rebellion Developments. Nell'aprile 2009 la società è entrata in amministrazione controllata, Il 4 maggio dello stesso anno, l'azienda si stava avvicinando al fallimento.
Per risanare le perdite, le loro proprietà intellettuali sono state vendute alla New World IP degli Stati Uniti, e tutto il personale è stato liquidato.

## Videogiochi
- The Amazing Spider-Man
- The Amazing Spider-Man and Captain America in Doctor Doom's Revenge
- Big Mutha Truckers
- Campaign
- The Cool Croc Twins (1991)
- Crazy Taxi 3
- Deathbringer
- Dreamfall
- Double Dragon — Razorworks (2007)
- Enemy Engaged: Apache Havoc — Razorworks (1998)
- Enemy Engaged: Comanche Hokum — Razorworks (2000)
- FlatOut[2]
- FlatOut 2
- FlatOut Ultimate Carnage
- Ford Racing Full Blown — Razorworks (2006)
- Ford Racing[2]
- Ford Racing 2 - Razorworks (2003)
- Ford Racing 3 - Razorworks (2004)
- Ford Racing: Off Road — Razorworks  (2008)
- Ford Street Racing - Razorworks (2006)
- Ford Street Racing - L.A. Duel — Razorworks (2006)
- Gazza's Super Soccer
- Gazza II
- Ghost Master
- International Sports Challenge
- Magic Boy
- Pacific Islands
- Pipe Mania (1989)
- Pipe Mania — Razorworks (2008)
- Red Ghost (1995)
- Sleeping Gods Lie
- Space 1889
- Speedball 2: Brutal Deluxe - Razorworks (2007)
- Stars!
- Starsky & Hutch (serie)
- Starship Troopers
- Taito Legends — Razorworks (2005)
- Taito Legends 2 — Razorworks (2006)
- Team Yankee
- Total Immersion Racing - Razorworks (2002)
- The International Cricket Captain Series
- Vega$: Make it big
- Volfied
- Warrior Kings
- Warrior Kings: Battles

## Razorworks
La Razorworks era uno sviluppatore di videogiochi con sede a Oxfordshire nel Regno Unito.
La compagnia venne fondata nell'agosto del 1996 per mano dell'Empire Interactive. Nel corso della sua esistenza di 12 anni il team di sviluppatori è cresciuto da 4 a 34 persone, inoltre ha prodotto un totale di 14 titoli per PC e console di gioco. Inizialmente l'azienda era dedita allo sviluppato di simulatori di volo prima di passare allo sviluppo di giochi di corse automobilistiche.
I grandi successi della Razorworks, in collaborazione con la sua casa madre sono stati la serie di Ford Racing e Full Blown, un videogioco coin-op co-sviluppato con SEGA per i cabinati di quest'ultima.
Con il Know how accumulato, l'azienda ha sviluppato una sua tecnologia di emulazione arcade utilizzata per produrre i titoli quali: Taito Legends e Double Dragon per l'Xbox Live Arcade.
Il progetto finale era un remake del classico gioco di puzzle di Empire Interactive Pipe Mania. per aumentare la sua presenza nel mercato videoludico, La compagnia ha sviluppato anche giochi per PC, PlayStation 2, PlayStation Portable, Xbox, Xbox 360, Nintendo DS, Wii e cabinati.
Nel luglio 2008, lo studio Razorworks ha definitivamente chiuso i battenti, a causa della cattiva situazione finanziaria di Empire Interactive (successivamente anche la casa madre andrà in amministrazione controllata a maggio del 2009)

## Xplosiv

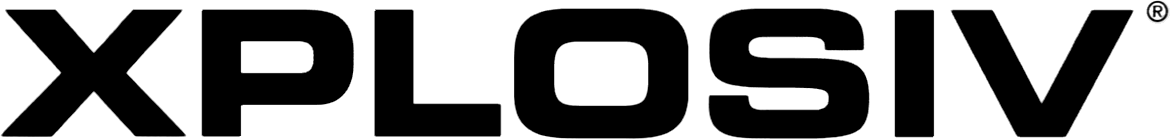
Logo

La Xplosiv è stato un brand di videogiochi con sede nel Regno Unito, creato in seno all'Empire Interactive nel gennaio 2000.
Lo scopo della compagnia era quello di pubblicare i giochi sviluppati dalla casa madre a prezzi più bassi.
Alla fine del 2002, la compagnia ha sviluppato i propri titoli per la console PlayStation 2, e con i buoni risultati ottenuti sul mercato locale, la compagnia prevedeva di entrare nel mercato USA verso il 2005.
A causa dei problemi finanziari della casa madre il marchio Xplosiv è sparito dal mercato.

## Grabit
Grabit è stato un altro nome utilizzato da Empire Interactive per la pubblicazione di giochi nel mercato britannico, al pubblico è sconosciuta la data della messa in commercio e la scomparsa di questo marchio.